# Noel Sanvicente
Noel Sanvicente Bethelmy (San Félix, 21 de dezembro de 1964) é um ex-futebolista e treinador de futebol venezuelano.
Chita Iniciou a carreira em 1988, no Mineros de Guayana. Atuou também por Marítimo, Minervén Bolívar e encerrou a carreira de atleta no Caracas. e também atuou pela Seleção Venezuelana de Futebol entre 1989 e 1990. onde pela Vinotinto, disputou a: Copa América de 1989. Como treinador só comandou times venezuelanos. em 2015 passa a ser o novo comandante da  
Seleção Venezuelana na Copa América de 2015 e Eliminatórias da Copa 2018.

## Títulos

### Como jogador
Marítimo
- Campeonato Venezuelano: 1986-87, 1987-88, 1989-90 e 1992-93

Minervén
- Campeonato Venezuelano: 1995-96

### Como treinador
Caracas
- Campeonato Venezuelano: 2002-03, 2003-04, 2005-06, 2006-07, 2008-09
- Copa Venezuela: 2009

Zamora
- Campeonato Venezuelano: 2012-13, 2013-14